# Morristown (Vermont)
Pour les articles homonymes, voir Morristown.
Morristown est une municipalité (town) américaine de l'État du Vermont, située dans le comté de Lamoille. Lors du recensement de 2020, sa population s'élevait à 5 434 habitants.

## Géographie
La municipalité s'étend sur 133,64 km2 à l'est des montagnes Vertes, autour de Morrisville qui en est le centre administratif et commercial. Elle comprend également les localités de Morristown et de Cady's Falls.
| Johnson   | Hyde Park  | Wolcott   |
| Cambridge | Morristown | Elmore    |
|           | Stowe      | Worcester |

## Politique et administration
La municipalité est administrée par un conseil de cinq membres élus (Selectboard) qui est responsable de la conduite générale des affaires locales. Il a pour fonctions de publier les règlements locaux, préparer le budget, superviser toutes les dépenses, gérer les employés municipaux et contrôler les bâtiments et les biens publics. Il est assisté de « justices de paix » élus et d'un administrateur (clerk town), réunis au sein du Conseil de l'autorité civile.

## Sites et monuments
Le jardin botanique de Cady's Falls abrite plus de 1 400 espèces et cultivars du monde entier.

## Personnalités
- Leslie Mortier Shaw (1848-1932), homme politique, est né à Morristown.